# Большая Низмица
Большая Низмица (Низмица) — река в России, протекает в Макарьевском районе Костромской области. Левый приток Унжи.

## География
Река Большая Низмица берёт начало западнее села Тимошино. Течёт на северо-запад через берёзово-сосновые леса. Устье реки находится в 74 км по левому берегу реки Унжа. Длина реки составляет 27 км, площадь водосборного бассейна 168 км².

### Притоки
(км от устья)
- 0,5 км: река Малая Низмица (пр)
- 19 км: река Сухмонка (пр)

## Данные водного реестра
По данным государственного водного реестра России относится к Верхневолжскому бассейновому округу, водохозяйственный участок реки — Унжа от истока и до устья, речной подбассейн реки — Бассей притоков Волги ниже Рыбинского водохранилища до впадения Оки. Речной бассейн реки — (Верхняя) Волга до Куйбышевского водохранилища (без бассейна Оки).
Код объекта в государственном водном реестре — 08010300312110000016058.